# Meistaraflokkur (1922)
Sezon 1922 był 11. sezonem o mistrzostwo Islandii. Drużyna Fram obroniła tytuł mistrzowski, wygrywając obydwa mecze. Ze względu na brak systemu ligowego żaden zespół nie spadł ani nie awansował po sezonie.

## Drużyny
Po sezonie 1921 nie nastąpiły żadne zmiany w składzie ligi, wobec czego do sezonu 1922 przystąpiły trzy zespoły.
| Uczestnicy poprzedniej edycji                                                                                 | Uczestnicy poprzedniej edycji | Uczestnicy poprzedniej edycji | Uczestnicy poprzedniej edycji |
| --- | ----------------------------- | ----------------------------- | ----------------------------- |
| FRA | Fram                          | 1                             |                               |
| VÍR | Víkingur Reykjavík            | 2                             |                               |
| KRE | KR                            | 3                             |                               |
| Oznaczenia: - kolumna pierwsza – skróty nazw drużyn, - kolumna trzecia – miejsce zajęte w poprzednim sezonie. |                               |                               |                               |

## Tabela
Drużyna Víkingur Reykjavík opuściła boisko w trakcie meczu przeciwko Fram, w związku z czym drugiemu z zespołów dopisane zostały dwa punkty za zwycięstwo, jednakże bez doliczania bramek.
| Lp. | Drużyna            | M | Z | R | P | Bramki | Bramki | +/– | Pkt |
| --- | ------------------ | - | - | - | - | ------ | ------ | --- | --- |
| 1   | Fram (M)           | 2 | 2 | 0 | 0 | 7      | 0      | +7  | 4   |
| 2   | Víkingur Reykjavík | 2 | 0 | 1 | 1 | 1      | 1      | 0   | 1   |
| 2   | KR                 | 2 | 0 | 1 | 1 | 1      | 8      | −7  | 1   |

## Wyniki
| Gospodarz \ Gość   | FRA | KRE | VÍR |
| Fram               |     |     | 3:0 |
| KR                 | 0:7 |     |     |
| Víkingur Reykjavík |     | 1:1 |     |

Źródło: Knattspyrnusamband Íslands (isl.)
Objaśnienia:
1Drużyna gospodarzy jest wymieniona po lewej stronie tabeli.
Kolory: zielony – zwycięstwo gospodarzy, żółty – remis, różowy – zwycięstwo gości.